# Oum Ali
Oum Ali è un comune dell'Algeria, situato nella provincia di Tébessa.